# Mariene provincie Golf van Bengalen
De Mariene provincie Golf van Bengalen (23) (Engels: Bay of Bengal marine province) is een biogeografische provincie en ligt in het noorden van de Indische Oceaan in het Marien rijk Westelijke Indo-Pacific. De mariene provincie is vastgesteld door het World Wide Fund for Nature en The Nature Conservancy en is vernoemd naar de Golf van Bengalen.
In het zuidoosten grenst het gebied aan de mariene provincie Andamanen (24) en in het zuidwesten aan de mariene provincie West- en Zuid-Indiaas Plat (21).

## Geografie
De mariene provincie ligt voor de oostkust van India, voor de zuidkust van Bangladesh en voor een stuk van de zuidwest van Myanmar.

## Biogeografie
Het gebied kent zeeleven dat houdt van tropische temperaturen.

## Mariene ecoregio's
Deze mariene provincie bestaat uit 2 mariene ecoregio's:
- Mariene ecoregio Oostelijk India (107)
- Mariene ecoregio Noordelijke Golf van Bengalen (108)